# Hucisko (gmina Bodzentyn)
Hucisko – wieś w Polsce położona w województwie świętokrzyskim, w powiecie kieleckim, w gminie Bodzentyn.
W latach 1975–1998 miejscowość należała administracyjnie do województwa kieleckiego.
Na północny wschód od miejscowości przepływa struga Psarka.